# Ami Yuasa
Ami Yuasa (n. 11 decembrie 1998, Kawaguchi, Japonia) este o dansatoare ce a reprezentat Japonia, medaliată olimpică. A participat la o ediție a Jocurilor Olimpice (2024) în care a câștigat o medalie de aur.